# الفتيات السيئات (أغنية)
الفتيات السيئات أو الفتيات المتمردات (بالإنجليزية:Bad Girls) هي أغنية أمريكية عرضت في الصيف سنة 2012م .
تتحدث الأغنية عن قيام الفتيات بقيادة السيارات في الشرق الأوسط رغم الحظر لقيادة المرأة للسيارة، ويلمح الأغنية أن تقصد السعودية .

## وصلات خارجية
- MIA تتحدى قانون حظر المرأة قيادة السيارات على يوتيوب